# Gare de Fort Qu'Appelle (Grand Tronc Pacifique)
La  gare de Fort Qu'Appelle à Fort Qu'Appelle, en Saskatchewan, est une ancienne gare du Grand Tronc Pacifique. Bien patrimonial reconnu par le village de Fort Qu’Appelle, la gare est un « marqueur historique dans la communauté » . Elle se trouve sur l'autoroute 10, au cœur du village .

## Situation ferroviaire
La gare se trouve sur la ligne du Grand Tronc Pacifique de Melville qui rejoint Régina, allant au sud vers Northgate (sur la frontière du Dakota du Nord), ligne d’embranchement construite en 1911 .

## Histoire
La gare est construite en version étendue des plans standards de gare rurale de type 100-152 du GTP. Elle a une lucarne polygonale s’élevant au-dessus de la baie vitrée ; elle se distingue avec la baie et la lucarne au centre de la structure. La gare est encore sur son emplacement d’origine . La gare se distingue par un le toit en forme de « hanche de cloche » avec des lucarnes et des grands avant-toits. Le deuxième étage est fini en bardage et a des lucarnes. L’étage principal offre un grand espace ouvert avec des fenêtres à double guillotine. Construite comme bureau de fret et de gare passagers, le GTP espéra que le village grandira en importance. Le Canadien National prend contrôle du Grand Tronc Pacifique en 1919 et la gare continuera à servir les passagers jusqu’en 1962 . La gare dispose d'un ossature de bois et elle est recouverte en stuc sur ses 1½ étages .

## Patrimoine ferroviaire
Depuis sa fermeture, elle sert de bureau d’information touristique . La gare est reconnu par le village comme ‘’Bien patrimonial désigné’’ depuis 1983 . Le Canadien Pacifique avait aussi une gare en ville, mais elle est détruite dans les années 1960; la gare du GTP est l’unique gare en ville depuis cette date .